# UPS航空1354便墜落事故
UPS航空1354便墜落事故（UPSこうくう1354びんついらくじこ）は、2013年8月14日にアメリカ合衆国で発生した航空事故である。
ルイビル国際空港からバーミングハム＝シャトルズワース国際空港へ向かっていたUPS航空1354便（エアバスA300F4-622R）がバーミングハム＝シャトルズワース国際空港への着陸進入中に墜落し、乗員2人全員が死亡した。

## 飛行の詳細

### 事故機

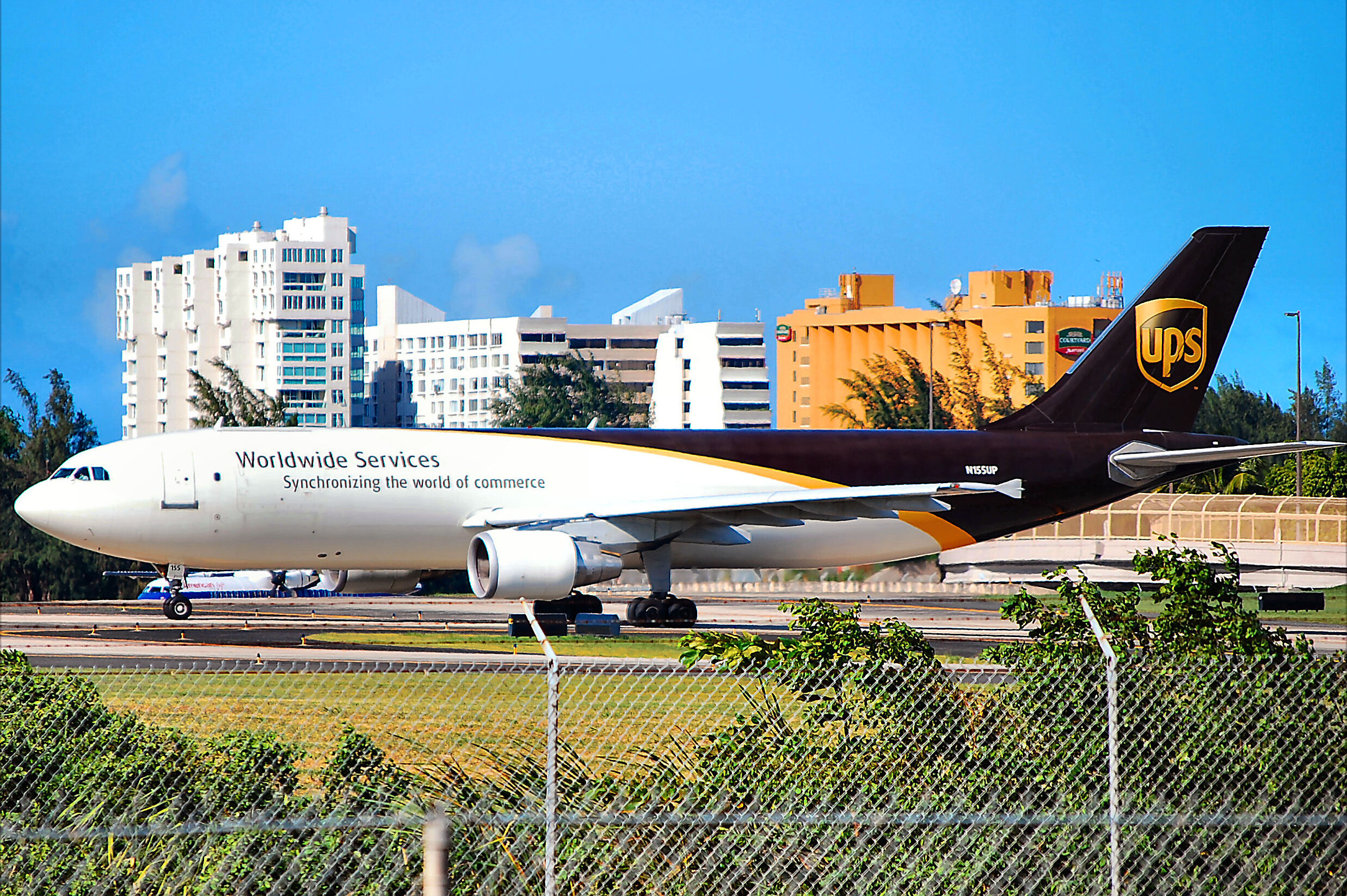
2009年10月に撮影された事故機

事故機のエアバスA300F4-622R（N155UP）は、製造番号841として2003年に製造された。同年11月に初飛行を行い、2004年2月にUPS航空へ納入された機体で、2基のプラット・アンド・ホイットニー PW4158を搭載していた。総飛行時間はおよそ11,000時間で、6,800サイクルを経験していた。

### 乗員
機長は58歳の男性で、1990年10月からUPS航空に雇われていた。入社する以前はトランス・ワールド航空に勤務しており、ボーイング727の副操縦士として働いていた。UPS航空に入社後、機長は2000年7月と2002年9月にボーイング757の機長昇格訓練を受けていたが、いずれも自発的に訓練を辞めていた。2004年4月にA300の副操縦士としての資格を取得し、2009年6月に機長としての資格を得た。UPS航空での総飛行時間は6,406時間で、A300では3,265時間の飛行経験があった。
副操縦士は37歳の女性で、2006年11月16日からUPS航空に雇われていた。当初はボーイング727の航空機関士として雇用されていたが、2007年10月にボーイング757の副操縦士へ昇格した。その後、ボーイング747-400での乗務を経て、2012年6月7日にA300の副操縦士としての資格を取得した。総飛行時間は4,721時間で、A300では403時間の飛行経験があった。

## 事故の経緯

### 飛行計画
事故当時、バーミングハム＝シャトルズワース国際空港では滑走路照明のメンテナンスが行われており、4時から5時まで滑走路06/24が閉鎖されていた。1354便のバーミングハム到着時刻は4時51分だったため、使用可能だった滑走路18への着陸を予定していた。滑走路18へのILS進入では非精密進入が可能だったが、UPS航空のディスパッチャーが使用する進入チャートには誤って夜間は使用不能であると記載されていた。そのため、ディスパッチャーはRNAV GPSを用いた進入プランを設定した。また、空港周辺の雲底がRNAV GPS進入での最低降下高度を下回ると予測されていたが、パイロットには伝えられなかった。

### 離陸から墜落まで

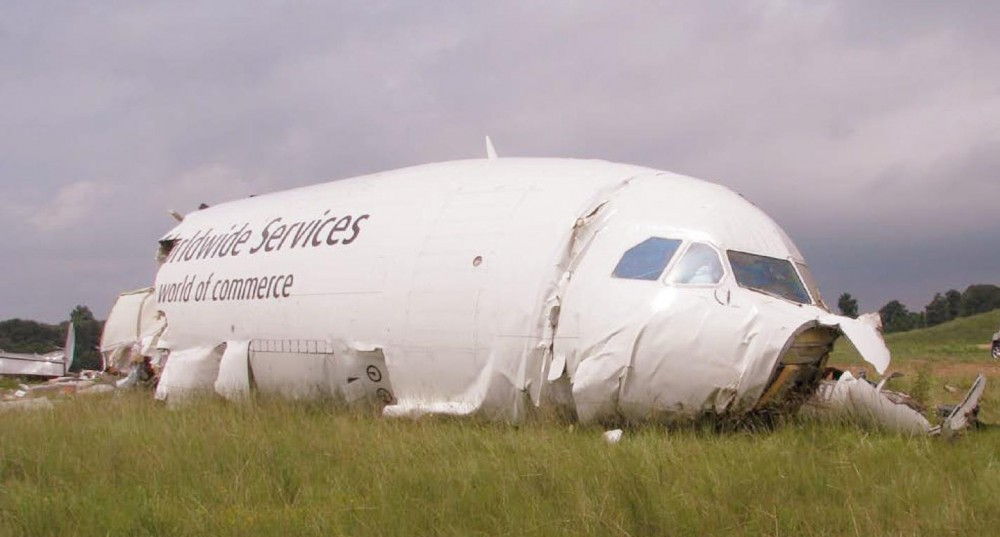
機首部分の残骸

EDT4時03分、1354便はルイビル国際空港を離陸した。操縦は機長が担当しており、副操縦士は計器の監視や管制官との交信を担当していた。4時21分、パイロットたちは滑走路06/24が閉鎖されていることについて話し合い、機長はローカライザーを使用して滑走路18へ着陸すると述べた。4時41分、管制官は3,000フィート (910 m)までの降下を許可した。加えて管制官は、滑走路06がまだ閉鎖されているためローカライザーを用いて滑走路18へ進入することを許可した。飛行管理装置（FMC）には空港（KBHM）へ直接向かうように設定されており、また副操縦士が適切な入力を行わなかったため、機体は自動的に降下経路に入らなかった。1354便は2,500フィート (760 m)で水平飛行に移り、ウェイポイントのBASKNへ接近した。機長は降下率を手動で設定し、毎分700フィート (210 m)での降下を開始した。空港に近づくにつれて、機長は降下率を上げていき、最終的に降下率は毎分1,500フィート (460 m)に達した。空港まで約2.5マイル地点で1354便は降下経路を下回ったが、パイロットは気付かなかった。さらに約2マイル地点で最低降下高度の1,200フィート (370 m)を下回ったが、高度の読み上げなどは行われなかった。高度1,000フィート (300 m)付近で対地接近警報装置（EGPWS）が作動した。機長は徐々に降下率を緩めていき、4時47分31秒に自動操縦を解除した。1秒後、機体が木々に接触する音がコックピットボイスレコーダー（CVR）に記録された。4時47分、1354便は複数の木々に接触しながら墜落した。

## 事故調査

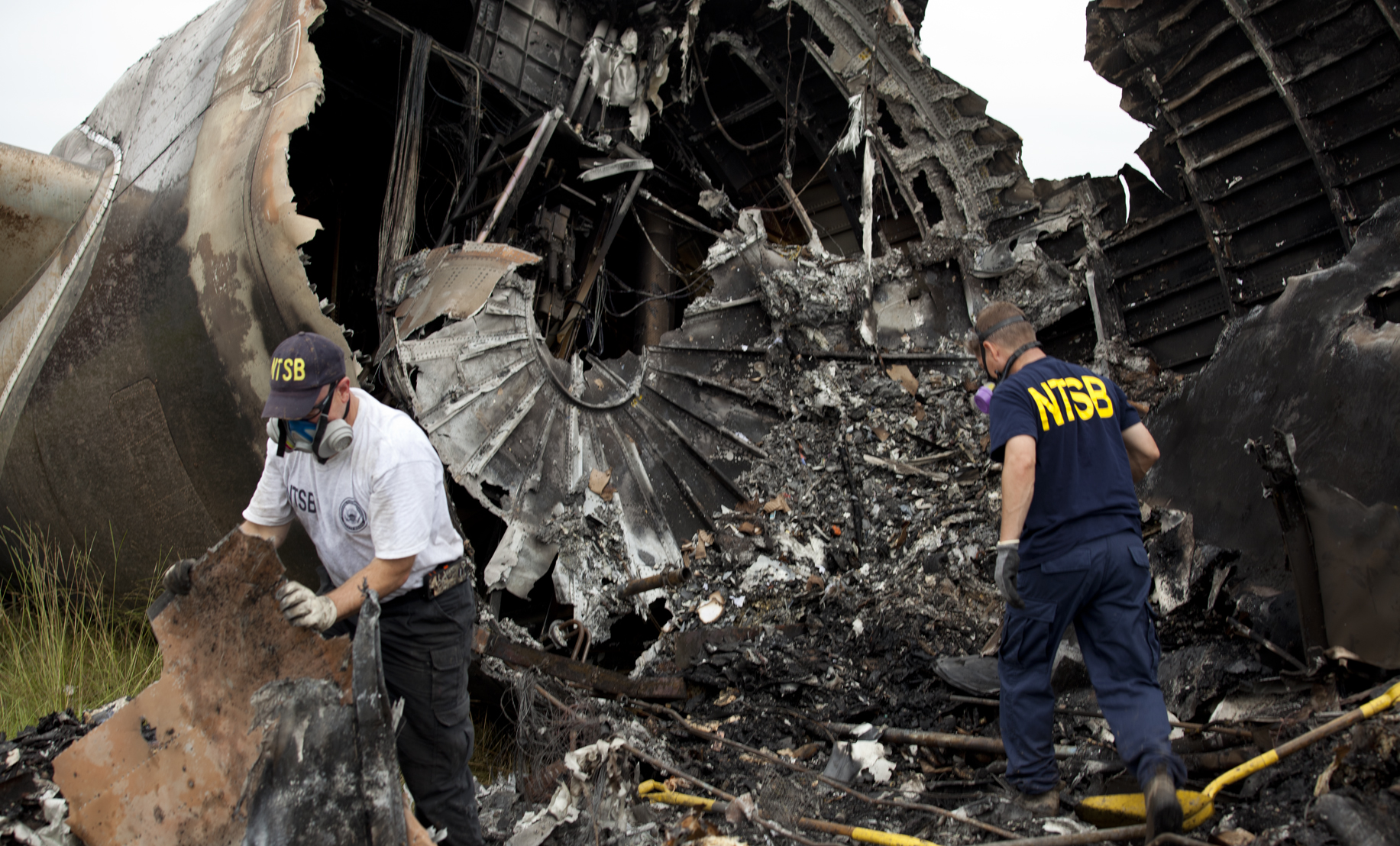
墜落現場で調査を行うNTSB調査官

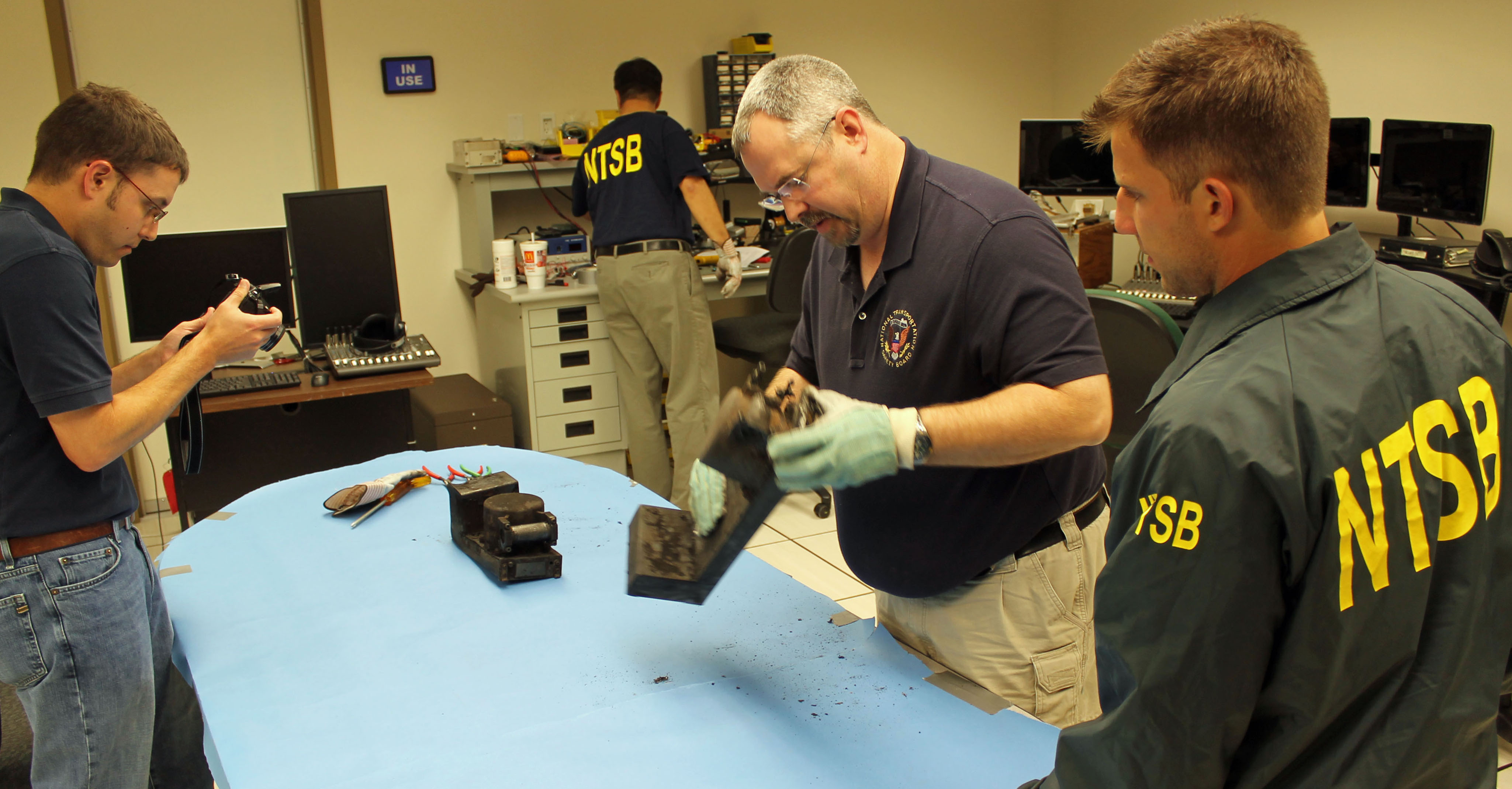
ワシントンのNTSBラボで解析が行われるFDR

国家運輸安全委員会（NTSB）が調査を開始した。調査には製造元のエアバスと製造国の調査委員会であるフランス航空事故調査局（BEA）も参加した。NTSBは事故現場に26人からなるGOチームを派遣した。また、連邦捜査局（FBI）の証拠収集班も事故調査を支援した。機体尾部付近は火災により大きな損傷を負っており、火災が完全に鎮火していなかったため2つのブラックボックスの回収活動を行うことが出来なかった。事故の翌日、現場からコックピットボイスレコーダー（CVR）とフライトデータレコーダー（FDR）が回収された。
2013年8月16日、NTSBは3回目のメディアブリーフィングを行い、幾つかのことを報告した。パイロットたちは滑走路18への進入について話し合っており、墜落の2分前に着陸許可を得ていた。墜落の16秒前、EGPWSが降下率の警報（Sink Rate）を発した。3秒後、機長は滑走路を視認したと発言し、副操縦士も確認した。警報が作動してから6-8秒後に最初の衝突音が記録された。さらにEGPWSが「Too Low Terrain」の警告を発し、続けて再び衝突音が録音された。8月下旬にNTSBは機械的な故障は発見されておらず、調査の完了には数ヵ月がかかる見込みだと述べた。

### パイロットの疲労
事故の前、機長は同僚に「スケジュールに殺される」と話していた。2014年2月20日、NTSBは公聴会を開いた。公聴会ではCVRのトランスクリプトが公開され、パイロット達が自身の睡眠不足について話し合っていたことが明らかとなった。。NTSBはパイロットの過去60日の勤務記録を基に、機長と副操縦士の疲労について調査を行った。NTSBは、機長は慢性疲労を回復するだけの十分な休息を取っていたが、概日リズムの崩れによる疲労が生じていた可能性があると結論づけた。また、副操縦士についても十分な睡眠を取れておらず、睡眠不足と概日リズムの崩れによって疲労していた可能性が高いと結論づけた。

### 最終報告書
2014年9月9日、NTSBは最終報告書を発行した。報告書ではパイロットが不安定な進入を行い、その間に高度を適切に監視できなかったことが事故の推定原因とされた。滑走路を視認できていない状態で機体は最低降下高度を下回り、滑走路の手前3,300フィート (1,000 m)の地表に墜落した。また、以下のことが事故の要因として挙げられた。

- パイロットがFMCの設定が適切でないことに気付かず、修正できなかったこと。
- 機長が垂直方向の調整が自動的に行われていなかったことに気付いた際にその事を副操縦士に伝えなかったこと。
- パイロットが不十分な気象条件を基にして地表から1,000フィート (300 m)地点で雲を抜けられると考えたこと。
- 副操縦士がコールアウトを行わなかったこと。
- 機長のパフォーマンスが欠如していたこと。
- 睡眠不足によって副操縦士が疲労していたこと。

## 事故後

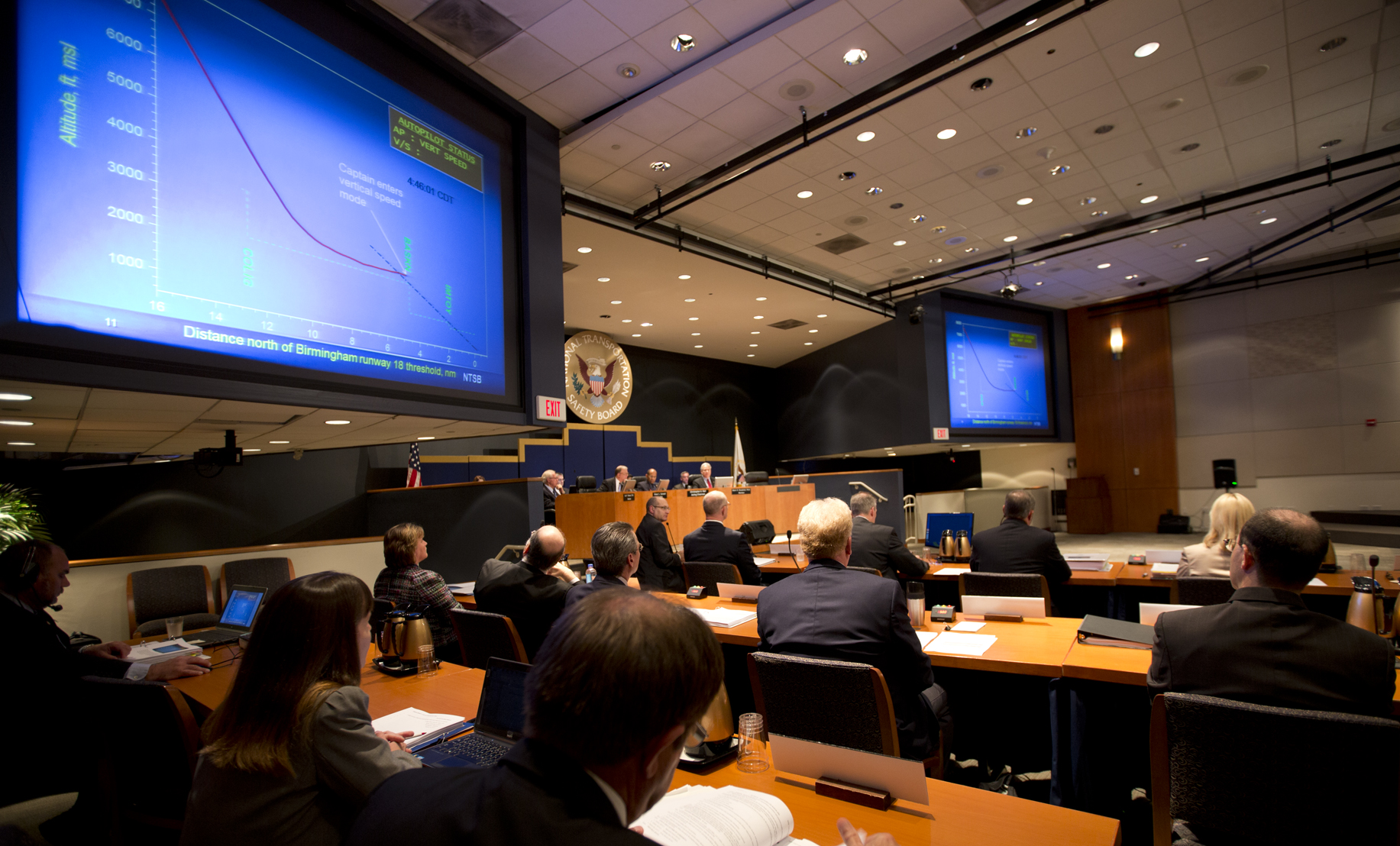
2014年9月に開かれた公聴会

2014年、独立パイロット協会は連邦航空局（FAA）に対して訴訟を起こした。訴訟ではパイロットの最低休息要件から貨物機のパイロットを除外することを取り止めるように求めた。2016年、ワシントンDCの裁判所は費用便益分析に基づいてFAAの行動は合理的であると判断し、訴訟を棄却した。
2014年、副操縦士の夫はA300に装備されたGPWSが地表に接近していることを十分に警告できなかったとしてハネウェル・エアロスペースに対して訴訟を起こした。彼は機体が木々に接触した1秒後に初めてGPWSが作動したと主張した。これに対してNTSBはFDRの記録から高度250フィート (76 m)の時点でGPWSが警告を発しており、木々に接触する6-8秒前には警告が出されていたと判断した。

## 映像化
- メーデー!:航空機事故の真実と真相 第19シーズン第10話「Deadly Delivery」